# Puma (carabina)
A Puma é uma carabina de repetição manual por sistema de alavanca. Ela é cópia do rifle Norte Americano Winchester Modelo 1892.
As carabinas Puma foram inicialmente fabricadas no Brasil pela Amadeu Rossi S.A. sendo oferecidas nos calibres .38 Special, 357 Magnum, 44 Magnum e .44-40 Winchester.

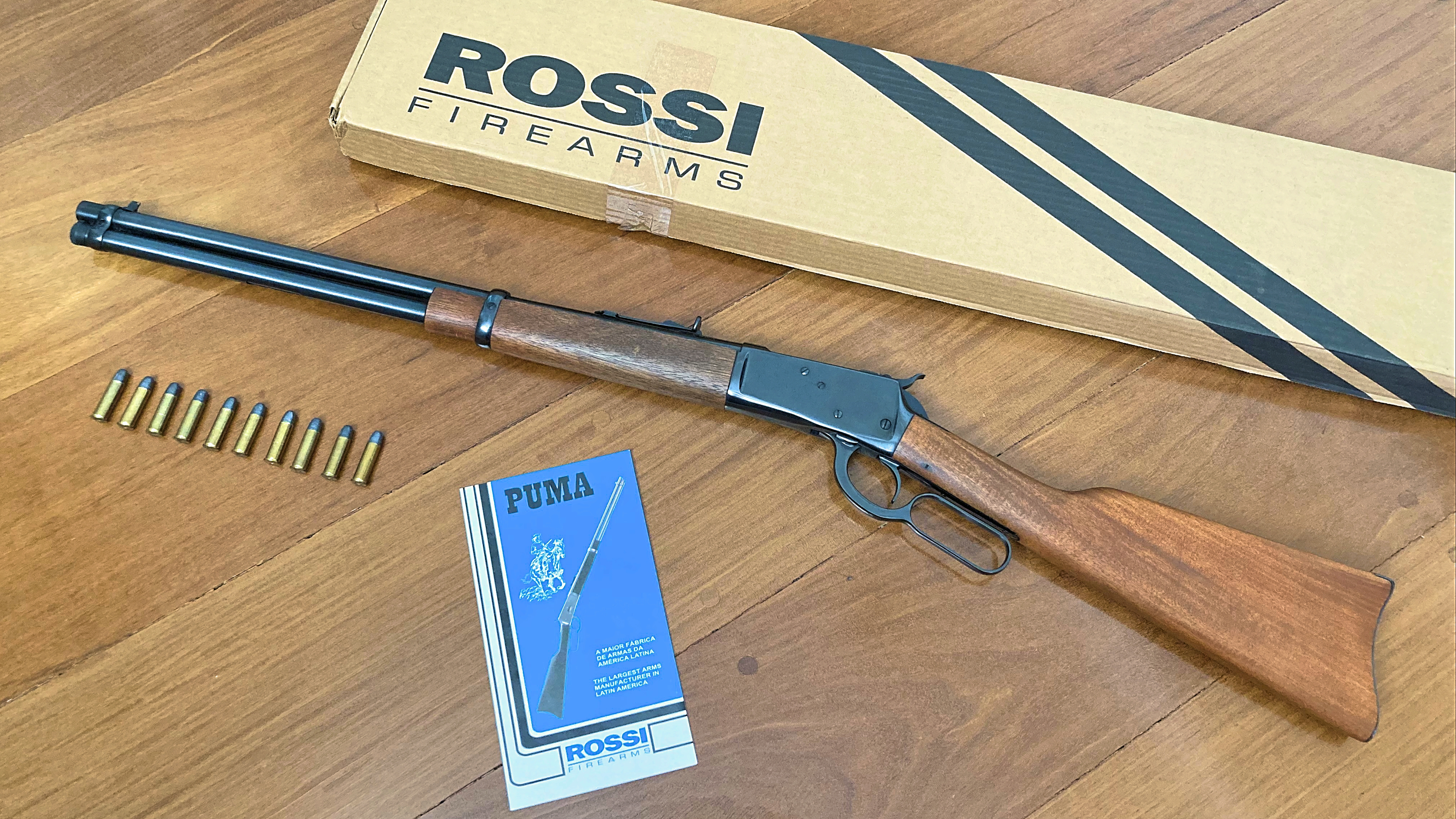
Carabina Puma .38 Spl

Em 2008 a Forjas Taurus negociou a compra de equipamentos e licenças para a produção de armas longas da Rossi, o que incluiu a linha Puma, passando então a fabricá-la.
No ano de 2015 após aprovação do CADE, a CBC passou a controlar a Forjas Taurus e atualmente a linha Puma é produzida por essa empresa.